# Prométhée (Müller)
Pour les articles homonymes, voir Prométhée (homonymie).
Prométhée (Prometheus) est une pièce de théâtre du dramaturge allemand Heiner Müller, d'après Eschyle, publiée en 1969 et représentée pour la première fois à Paris, au Théâtre de l'Est parisien (dirigé par Guy Rétoré), le 13 avril 1982.
- Traduction : Jean Jourdheuil et Heinz Schwarzinger
- Mise en scène : Guy Rétoré
- Direction musicale : Oswald et Nicole d'Andréa
- Décor adapté d'une scénographie d'Ezio Toffolutti
- Costumes : Ezio Toffolutti
- Masques : Monique Luyton
- Distribution : Paul Borne, Martine Chevallier, Nadine Darmon, Françoise Fouquet, Anna Kupfer, Alain Lahaye, Jean-Daniel Laval, Martine Maximin, Alexandra Pandev, Éric Prat, Nathalie Rebeyrolles, Anne Theurillat.
- Personnages : Prométhée / Cratos et Bia / Héphaïstos / Océanos /  Io / Hermès / Chœur

Le texte de la pièce est édité en France par Les Éditions de Minuit